# マイ・フレンド・フォーエバー
マイ・フレンド・フォーエバー（原題：The Cure）は、1995年のアメリカ合衆国のドラマ映画。二人の少年の深い友情を描くヒューマンドラマである。
日本公開時、『マイ・ライフ』『マイ・ルーム』『マイ・フレンド・メモリー』の「マイ～」シリーズの一部として『マイ・フレンド・フォーエバー』とタイトルが付いた。なお、全て別の映画であり、ストーリーの関連性はない。

## ストーリー
エリックの家の近くに、ある少年が引っ越してきた。彼の名はデクスターといい、HIVに感染していた。初めは彼を警戒するエリックであったが、次第に打ち解けあい、友情を深め合う。
雑草を煎じて飲ませ、エイズに有効な特効薬を探すも、失敗する。
ある日、エリックとデクスターはニューオーリンズで「エイズの特効薬が見つかった」というゴシップ雑誌を目にし、ニューオーリンズへ繋がっているという川を下る旅に出る。
途中、ポニーとジミーの舟に金を支払って同乗させてもらい、ニューオーリンズへ向かうが、その舟はもともとニューオーリンズへ帰る舟であった。薬の残りも少なく、なかなか向かおうとしない連中に怒ったエリックは、300ドルをくすねて、バスでニューオーリンズへ向かうことにした。しかし、ポニーとジミーは駅で2人を探しており、エリックはナイフで応戦しようとするも、ポニーはさらに大きいバタフライナイフを取り出す。
デクスターはエリックのナイフを奪い、自分の手を切って「僕の血は猛毒だ」と脅しをかけ、2人を撃退する。
デクスターの体調と気持ちを悟ったエリックは、ニューオーリンズへ向かうことをやめ、家に帰ることにする。
旅の途中でデクスターは体調を崩し入院生活するも、死亡してしまう。
告別式の際、エリックは自分の靴とデクスターの靴を交換し、その靴をニューオーリンズへ繋がっているという川へ流す。

## キャスト
| 役名                     | 俳優                     | 日本語吹替       | 日本語吹替                            | 日本語吹替 |
| 役名                     | 俳優                     | ソフト版         | フジテレビ版                          |            |
| ------------------------ | ------------------------ | ---------------- | ------------------------------------- | ---------- |
| エリック                 | ブラッド・レンフロ       | 滝沢秀明         | 藤田大助                              |            |
| デクスター               | ジョゼフ・マゼロ         | 今井翼           | 折笠愛                                |            |
| リンダ（デクスターの母） | アナベラ・シオラ         | 弥永和子         | 塩田朋子                              |            |
| ゲイル（エリックの母）   | ダイアナ・スカーウィッド | 吉田理保子       | 弥永和子                              |            |
| スティーヴンス医師       | ブルース・デイヴィソン   | 納谷六朗         | 大塚芳忠                              |            |
|                          |                          |                  |                                       |            |
| 演出                     |                          | 蕨南勝之         | 松川陸                                |            |
| 翻訳                     |                          | 伊原奈津子       | 松崎広幸                              |            |
| 録音・調整               |                          | 下裕康 新井保雄  | 飯村靖雄                              |            |
| 担当                     |                          |                  | 小笠原恵美子 保原賢一郎               |            |
| 制作                     |                          | プロセンスタジオ | グロービジョン                        |            |
| 初回放送                 |                          |                  | 1998年12月19日 『ゴールデン洋画劇場』 |            |

## スタッフ
- 監督：ピーター・ホルトン（英語版）
- 製作総指揮：トッド・ベーカー、ビル・ボーデン
- 製作：マーク・バーグ、エリック・アイスナー
- 脚本：ロバート・クーン
- 撮影：アンドリュー・ディンテンファズ
- 編集：アンソニー・シェリン
- 音楽：デイヴ・グルーシン